# Takt Time
Takt time (do alemão Taktzeit, onde Takt significa compasso, ritmo e Zeit significa tempo, período) é o tempo disponível para a produção dividido pela demanda de mercado. Orienta a maneira pela qual a matéria prima avança pelos processos (sistema). Um ritmo de produção mais rápido gera estoque, enquanto que um ritmo de produção mais lento gera a necessidade de aceleração do processo e, consequentemente, perdas, como refugos, retrabalhos, horas extras, enfim, um desequilibrio na produção.

## Aplicação
Se uma fábrica trabalha 9 horas/dia (540 minutos) e a demanda do mercado é de 180 unidades/dia, o takt time é de 3 minutos.O objetivo do takt time é alinhar a produção à demanda (e não o oposto) com precisão, fornecendo um ritmo ao sistema de produção lean conhecido como pull system.É um dos principais indicadores para a aplicação do conceito Lean Manufacturing.
Em outras palavras, takt time é o tempo disponível para produção dividido pelo grau de necessidade do cliente (sua demanda). O tempo takt estabelece o ritmo da produção para corresponder com o grau de necessidade do cliente e torna-se na "pulsação" de qualquer sistema Lean.

## Exemplo prático
Segundo o livro Léxico Lean 4ª Edição, editado pelo Lean Institute Brasil "Se uma fábrica opera 480 minutos por dia e a demanda do cliente é de 240 unidades diárias, o tempo takt é de 2 minutos. Do mesmo modo, se os clientes desejam dois novos produtos por mês, o tempo takt é de duas semanas."

## Objetivo
O objetivo do Takt Time é alinhar a produção à demanda, com precisão, fornecendo um ritmo ao sistema de produção. É a batida do coração de um sistema Lean

## Importância
Com o tempo podemos ter uma estimativa para todo processo de fabricação, desde o recebimento ou da extração da matéria prima ate o produto final. Assim não falta produto para a demanda e não passa mais do que o preciso no estoque.